# Honda Magna
La Honda Magna fue una motocicleta crucero fabricada en los períodos que van desde 1982 a 1988 y desde 1994 a 2003. Dicha moto era movida por motores V4 procedentes de la familia VF y VFR. La tecnología del propulsor era heredera de modelos V4 de competición tales como la NS750 y la NR750. La introducción de este motor en la Magna y la Sabre en 1982 fue un hito en la evolución de las motocicletas que culminaría en 1983 con la introducción de la Interceptor V4. Las prestaciones del motor V45 son comparables a las de las Valkyria y las Hondas cruceras con motores V2 de 1800 cc. Sin embargo, su combinación de prestaciones (fiabilidad y refinamiento) fue sobrepasada por el más potente 1098cc "V65" Magna en 1983.
Aunque la introducción de la tecnología V4 en la Magna (así como en las Sabre e Interceptor) fue una audaz decisión, se enfrentó a dos problemas; uno fue la bajada de ventas de motocicletas después del boom de los años 70. Aún con la garantía de calidad de Honda y el gran equipamiento de estas motos, resultaban motos de elevado precio en la época, y resultaban difíciles de vender en mercados más populares. El segundo problema fueron los fallos en fabricación e ingeniería detectados después de su salida al mercado en 1982.
Criticada por el confort en grandes viajes y alabada por su aceleración, La Magna fue elegida por una abuela canadiense para dar la vuelta al mundo en solitario, esto es sin la ayuda de un equipo de respaldo y filmación, que es la forma más común de afrontar esa aventura para documentarla y respaldar al/la piloto en caso de necesidad.
La Honda Magna de los años 1982-1988 incorporaba una serie de características únicas en el mercado de cruceras dominado por los motores V2. El motor V4 proporcionaba un equilibrio entre par motor y potencia. La arquitectura de 90° producía una menor vibración primaria y los 4 cilindros una entrega mucho más suave de la potencia que en un V2. Un buen equilibrio del motor y una gran relación diámetro/carrera permitían altos regímenes de motor y una alta velocidad máxima.
Además de la configuración del motor, la motocicleta incorporaba refrigeración líquida, una transmisión con seis velocidades para reducir consumo en autopistas y el habitual eje cardán de las Hondas de peso medio en los primeros 80s. El eje cardán resulta muy apropiado por su bajo mantenimiento requerido (y la limpieza), pero restaba potencia donde más se necesitaba en estas motocicletas, es decir, en la conducción urbana y a bajas velocidades. Características como un claxon doble, un embrague hidráulico y un medidor de la temperatura del motor, eran buenos detalles que incorporaba la motocicleta.
Para la suspensión incorporaba amortiguador en baño de aceite con precarga neumática y válvulas anti zambullimiento sin llegar a tener el amortiguador único como en la Sabre y la Interceptor.  
La V-65 Magna y otras Honda de gran cilindrada eran ensambladas en la planta de Marysville en Ohio.  En el 2008, Honda anunció planes para cerrar la planta, la más vieja de EE. UU., la cual en 2009 aún se usaba para producir las Gold Wings y las cruceras VTX.

## 1982–1984 VF750C V45 Magna, 1984-1987 VF700C Magna
La primera generación en 1982 de la V45 Magna tiene faro frontal redondo cromado de haz sellado y guardabarros. Los frenos delanteros de disco tienen ranuras rectas, pinzas de doble pistón y la suspensión frontal el sistema TRAC anti zambullida. El velocímetro llegaba hasta las 80 mph. La línea roja del tacómetro alcanzaba las 10,000 rpm. El motor era uno de 748 cc, de 4 cilindros en V a 90° con 16-válvulas DOHC enfriado a líquido unido a una caja de transmisión de 6 velocidades con embrague multiplato actuado hidráulicamente y transmisión final a eje. La compresión del motor era de 10.5 a 1.
La motocicleta de 1983 V45 Magna fue la misma que la del año 1982 pero con algunas diferencias. Al principio del año, el faro delantero se cambió a un modelo de haz no sellado con bulbo de halógeno intercambiable. El tanque de combustible y las tapas laterales eran convexas. Los surcos del disco de freno delantero son curvados. El velocímetro llega a las 150 mph (240 km/h). (en 1983 los números de serie empiezan en JH2RC071*DM100011)
En esos años el gobierno de EE. UU. impuso tarifas a la importación de motocicletas con desplazamientos mayores a los 700cc para proteger a sus fabricantes domésticos (léase  Harley-Davidson). Por lo que para 1984 Honda redujo el tamaño de motor de la VF750 a 698 cc, y la Magna se convirtió en la VF700C en los EE. UU. La luz frontal se convirtió de ser redonda y cromada a rectangular cromada. Los asientos se ensancharon y a dos piezas en un intento de mejorar el confort. Los amortiguadores cambiaron al eliminar el envase de fluido de reserva.  Honda solo fabricó la VF700 para la parte final de 1984, y para los años de 1985, 1986, y 1987, entonces regresaron al VF750 para el año siguiente. En la primera parte de 1984 las Magnas fueron VF750.
Los modelos de 1982 a 1984 fueron únicos en su uso de un tanque de combustible grande y uno más pequeño con sensor de combustible bajo. El tanque pequeño estaba debajo del nivel de los carburadores por lo que el sistema.
Al modelo de 1985, se le eliminó el subtanque a favor de un tanque ligeramente más largo y ancho.

## 1983–1986 V65 (VF1100C)
La motocicleta de gran desplazamiento (1098 cc) V65 Magna fue vista como el intento de Honda para entrar a la guerra de los arrancones de 1/4 de milla entre fabricantes de aquella época, causando que Suzuki respondiera con la 1200 Madura (la cual tenía un tiempo para el 1/4 de milla de 11.66 s a 115.7 mph), y compitiendo contra la Suzuki GS1150E (con 10.47 s a 128 mph). La V65 cayó entre estas dos en cuanto al desempeño, logrando un tiempo para el cuarto de milla de 11.29 s a 119,2 mph (191,8 kilómetros por hora).
La V65 Magna de 1983 fue probada a una velocidad tope de 139 mph (224 kilómetros por hora). En pruebas en una de las revistas de Popular Mechanics de 1983 logró una velocidad máxima de 140,11 mph (225,5 kilómetros por hora), quedando en tercer lugar de las cuatro probadas en ese número, menos de 2 mph (3,2 kilómetros por hora) atrás de la Kawasaki GPZ1100 y la Suzuki GS1100S.
A pesar de esto, la V65 Magna apareció de 1986 a 1989 en el libro Guinness de los récords como la más veloz de las motocicletas de producción con una velocidad tope de 173 mph (278,4 kilómetros por hora) a 176 mph (283,2 kilómetros por hora). Durante este periodo y de acuerdo a otras pruebas de velocidad, la motocicleta de producción más veloz del mundo era en realidad la Kawasaki GPZ900R con velocidades de 151 mph (243 kilómetros por hora) a 158 mph (254,3 kilómetros por hora).

## 1984–1985 V30 (VF500C)
La Honda VF500 es una de las motocicletas con motor V4 Honda de segunda generación usado en una serie de motocicletas que tenían en el nombre las iniciales VF y VFR. Para 1984-1986, Honda produjo el V4 DOHC VF500 de 498 cc para la VF500C Magna V30 (1984/85) y su motocicleta hermana, la VF500F (1984–86). Este motor es una evolución del motor exclusivo Honda para el mercado japonés de 400 cc, pensado originalmente de muy poca potencia para algunos mercados - principalmente EE. UU. y Europa. Enfocada en agregar potencia y versatilidad a su oferta motociclística , Honda aumentó el diámetro de los cilindros a bloque del motor de 400 cc y mejoró su potencia y desempeño. El motor es casi idéntico al de la versión de la Interceptor VF500F deportiva, y mientras Honda vendió la VF500C Magna en los EE. UU., la promovió como la más poderosa custom de tamaño medio del mundo ("most powerful midsize custom in the world").
Esta motocicleta estándar fue introducida como una moto equilibrada, que era al mismo tiempo disfrutable y más fácil de manejar que sus hermanas de mayor potencia, con una buena potencia y un par-motor de amplio rango. Gracias a su diseño de V4, la potencia de su motor de 500cc no tiene subidas pronunciadas sino que es de un incremento suave y tiene amplio par-motor a través de todo el rango de revoluciones.  El motor daba entre 64 y 68 cv, y combinaba con su bajo peso un bajo centro de masa. La motocicleta fue alabada por ser fácil de y divertida de manejar.
La Magna al contrario de sus hermanas de mayor cilindrada no tenía transmisión por eje sino por cadena.

## Especificaciones
- Cuarto de milla desde cero en 12,9 s a 103 mph (166 kilómetros por hora)
- 0-60 km/h en 3,9 s
- 60-0 km/h en 121 pies (36,9 metros)

Cambios por año
- El logo "HONDA" en el tanque de combustible era recto en 1984, y curvado en 1985

Varios de los datos tomados de la revista "Cycle Magazine" de julio de 1984

## 1987–1988 Super Magna (1987 VF700C Magna & 1988 VF750C V45 Magna)
Varios cambios mecánicos y cosméticos fueron hechos a través de los años, pero la esencia de la Magna se mantuvo con el tiempo. La segunda generación de la Magna fue de '87-'88 y fue conocida como Super Magna por los aficionados de la motocicleta, aunque no fue un nombre oficial de Honda. En 1987, el motor de 700 cc producía 80 bhp (60 kW) @ 9,500 rpm, con un par-motor de 46 ft·lbf (62 N·m) @ 7,500 rpm. En 1988, la Magna creció hasta su tamaño original de 748 cc.
En los demás países aparte de los EE. UU., la Magna siguió siendo de 750cc. La Magna V-4 se mantuvo por la primera y segunda generación de VF y VFR Interceptoras - ambas llegaron y se fueron ya para 1988. Como la original 750 Sabre y la VF 750, el motor de la 750 Magna usa un cigüeñal de 360° y DOHC de cadena. Por lo tanto el motor de la VF750C es tecnológicamente diferente al de las anteriores V4 de la VFR750 Interceptor que tenían los árboles de levas manejados por engranes y un cigüeñal a 180°.
Los árboles de levas también eran perforados (una característica vista por primera vez en las Euro 1985 VF1000F y F-II, 85/86 VF1000R, 1986 VF500F y la 1986 VF700C Magna), lo cual reducía grandemente el desgaste prematuro que afectaba a los modelos anteriores.
La V45 Magna de 1987 estuvo disponible en colores azul Candy Wave o rojo Candy Bourgogne (en 1988 dejó de fabricarse el color azul a favor del negro). Para 1987, las tapas falsas del filtro de aire tenían rayas negras con el emblema de "Magna". Ese emblema cambió a "V45" para el modelo de 1988.
La Super Magna de 1987 tenía una calcomanía del ala Honda de color plata, gris y negro en el tanque de combustible, mientras que el modelo de 1988 tenía una calcomanía plateada con las letras "MAGNA".
El sistema de escape eran 2 tuberías de 4 a 4 dobladas hacia arriba, algo no visto en el mundo de las cruceras. Aunque los tubos de escape eran muy bonitos, no eran adecuados al uso de alforjas porque estaban muy altos y las podían quemar. La rueda trasera era un disco sólido de aluminio. El carenado frontal inferior era un plástico sin acabado para el modelo de 1987 y para 1988 estaba pintado del mismo color que el resto de la motocicleta. Esta segunda generación de motos fue también la primera en tener un asiento bajo de tan solo27,8 plg (706 milímetros), 4 plg (102 milímetros) menos que los asientos precedentes. Se construyeron un total de 16.000 unidades para el año de 1987 mientras que para 1988 tan solo 3.500. Los números de serie de  1987  empezaban en JH2RC280*JA100001 .

## 1994–2003 V45 (VF750C)
La Magna 750 fue lanzada en 1993 como un anticipo de modelo de 1994. Honda buscó capturar el mercado de las cruceras de poder al tomar el motor de la VFR750 colocándolo en un chasis de crucera. El motor en sí, fue embellecido con la adición de cromo y algunas aletas, y agregando un escape de 4 a 4 cromado. El asiento se mantuvo muy bajo (28 plg (711 milímetros)), con el asiento del pasajero desmontable. El cuadro nuevo fue complementado con horquilla con tubo de 41 mm, doble amortiguador atrás y freno de disco adelante, y tambor atrás. Unos pocos de cambios internos se le hicieron al motor VFR para su uso en la Magna, incluyendo un nuevo cigüeñal, caja de 5 velocidades y cadena para el árbol de levas. Se usaron carburadores más pequeños. Los cambios resultaron en un mayor par en el rango medio y un amplio rango de potencia útil.
El diseño de la tercera generación de Magnas se mantuvo casi sin cambios a lo largo de su tiempo de vida. La calcomanía se cambió en 1995, y un carenado en miniatura se agregó en 1995 y 1996 para los modelos de lujo.
El 2004 fue testigo de la muerte de la Magna, junto con otros compañeros de generación como el motor V2 de la Shadow ACE, la Shadow Spirit, así como el motor de 6 cilindros de la Valkyrie.

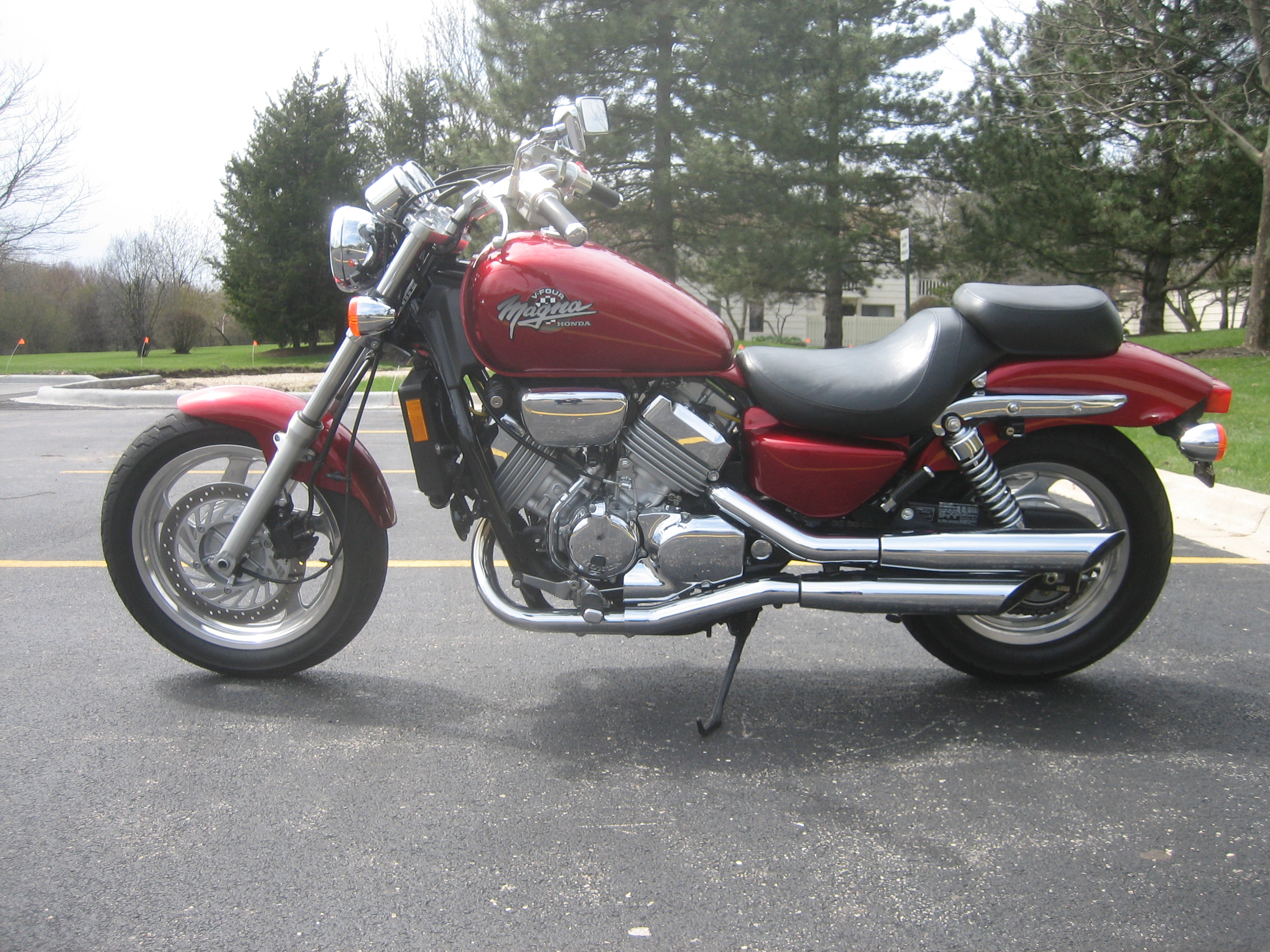
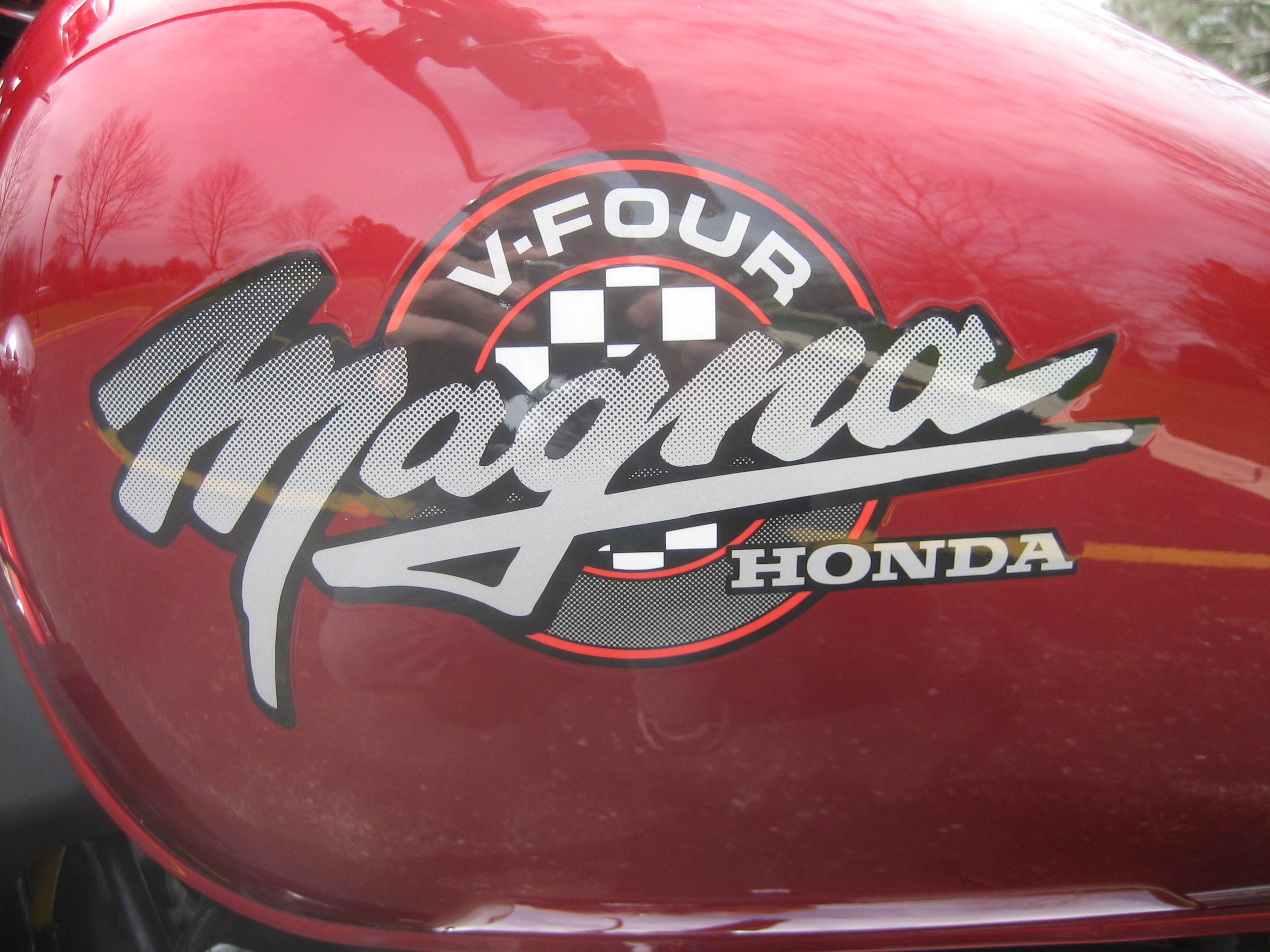
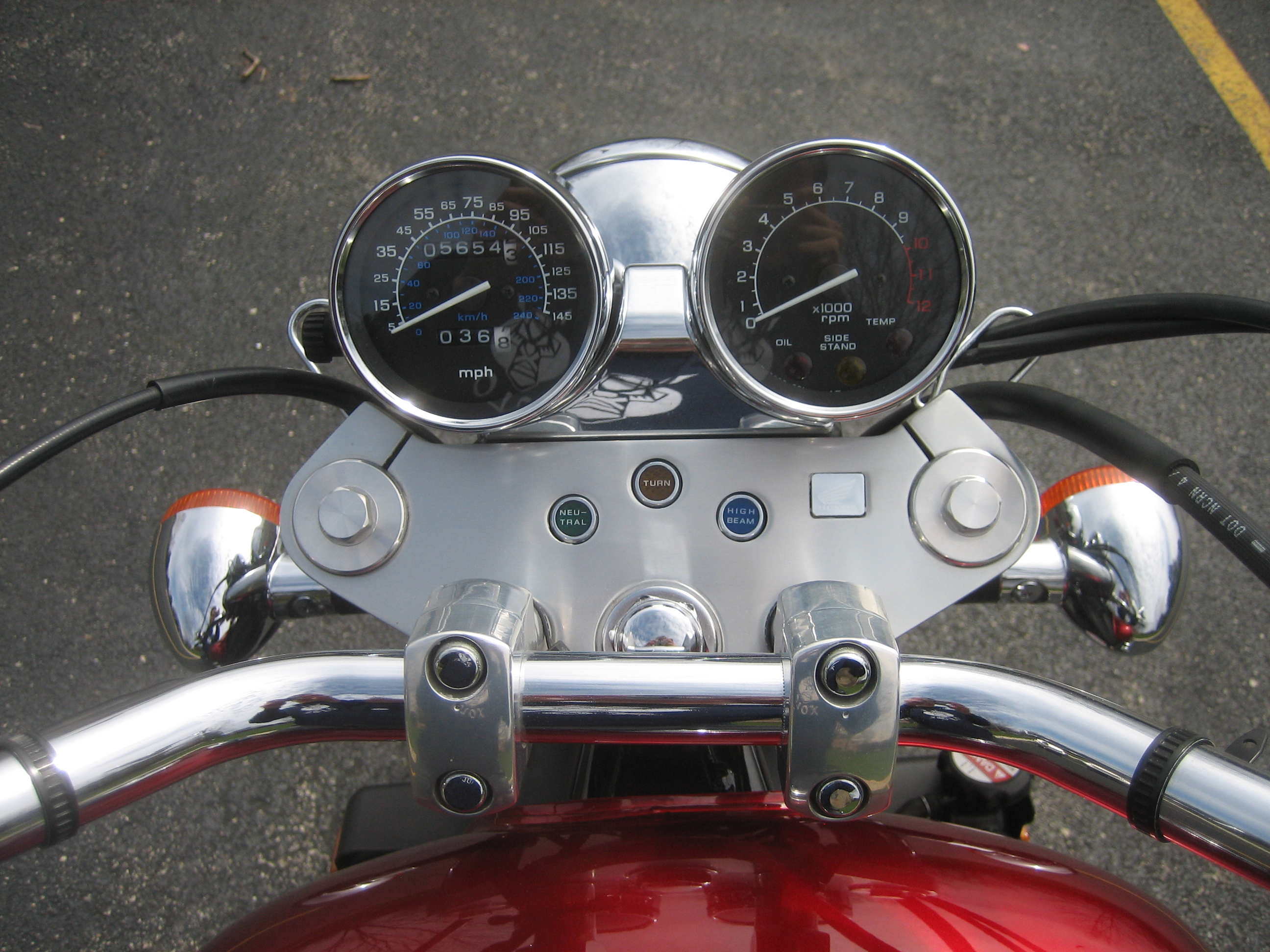